# 日本ロードサービス
日本ロードサービス(JRS)は、自動車・オートバイの故障救援（ロードサービス）の手配を行っている日本のサービス業者。JAFロードサービスの民間企業バージョンのような存在である。
JAFと異なり実際のロードサービスは日本各地の提携先レッカー会社、整備工場、鍵屋が行っている。
2010年（平成22年）10月、ポイントプログラムPontaに参加した。
24時間365日運営のコールセンターを活かし、ロードサービス以外の住宅系アシスタンスサービスやBPOサービスも展開している。